# 3: История Дейла Эрнхардта
«3: История Дейла Эрнхардта» (англ. 3: The Dale Earnhardt Story) — биографический телефильм, снятый режиссёром Расселом Малкэхи. Премьера состоялась 11 декабря 2004 года.
В 2005 году фильм был номинирован на три премии: «Прайм-таймовую премию „Эмми“», премию Гильдии киноактёров США и премию Гильдии художников-постановщиков США.

## Сюжет
В центре сюжета — биография легендарного гонщика NASCAR Дейла Эрнхардта, который погиб в 2001 году на последнем круге гонки Daytona 500.

## В ролях
- Барри Пеппер — Дейл Эрнхардт
- Элизабет Митчелл — Тереза Эрнхардт
- Эрнест Уиттед — Пит Крауд
- Андреа Пауэлл — Марта Эрнхардт
- Шон Бриджерс — Нил Боннетт
- Корри Инглиш — Келли Эрнхардт
- Дж. К. Симмонс — Ральф Эрнхардт
- Трейси Динвидди — Конни